# TotalEnergies renouvelables
TotalEnergies renouvelables est une entreprise française exploitant des centrales de production d'électricité à partir de sources renouvelables. Fondée en 2013 sous le nom de Quadran par la fusion de JMB Énergie et d'Aérowatt, elle fait partie du groupe Direct Énergie depuis 2017, lui-même partie du groupe Total depuis 2018.

## Historique
Quadran est créée en 2013 lorsque JMB Énergie rachète Aérowatt après trois années de rapprochement,. Elle dispose alors de 300 MW de capacité de production dans tous les secteurs de l'électricité renouvelable. En décembre 2016, elle achète à l'italien Enel ses activités de fourniture d'électricité en France pour sa marque Énergies libres.
En 2017, alors que ses capacités en France sont montées à 363 MW, elles sont achetées par Direct Énergie pour 303 millions d'euros,. Ce dernier est lui-même racheté par Total en septembre 2018. En parallèle, le fondateur du groupe Jean-Marc Bouchet garde la maîtrise de Quadran Énergies marines, Énergies libres et des actifs à l'étranger, à travers sa holding Lucia.
En 2019, Quadran achète le développeur Vents d'Oc, basé à Montpellier et filiale de l'allemand Windwärts Energies, détenteur d'un portefeuille de 200 MW en projets,.
Au 1er septembre 2019, Quadran est renommé Total Quadran.
Le 28 mai 2021, Total Quadran devient TotalEnergies renouvelables.

## Activités
L'entreprise exploite des centrales électriques solaires, éoliennes et hydrauliques. Sa filiale Méthanergy, achetée par JMB Energie en 2011 au groupe d'immobilier commercial Frey,, est spécialisée dans la biomasse et la valorisation du biogaz, notamment sur décharge. Dix-sept projets solaires sont sélectionnés lors de l'appel d'offres CRE3 de fin 2015, dont sept ombrières pour des parkings, notamment à la gare d'Avignon TGV.
Elle est aussi présente sur le marché de la fourniture d'électricité à travers sa filiale Énergies libres, qui totalise 2 TWh de consommation lors du rachat d'Enel France. Direct Énergie comptait 270 employés en 2017.